# معاهدة دي ميشال
معاهدة دي ميشال وقعها في 4 جويلية 1834م بوهران كل الجنرال دي ميشال والأمير عبد القادر بعد اضطرار الفرنسيين للتحاور مع الأمير الذي أمر بمنع أي معاملة تجارية مع الغزاة. حسب المعاهدة، فإن فرنسا تعترف بإمارة عبد القادر على الغرب الجزائري عدا وهران وأرزيو ومستغانم. لكن تطبيق المعاهدة واجه صعوبات عدة.

## مواد المعاهدة
نصت المعاهدة على المواد التالية:

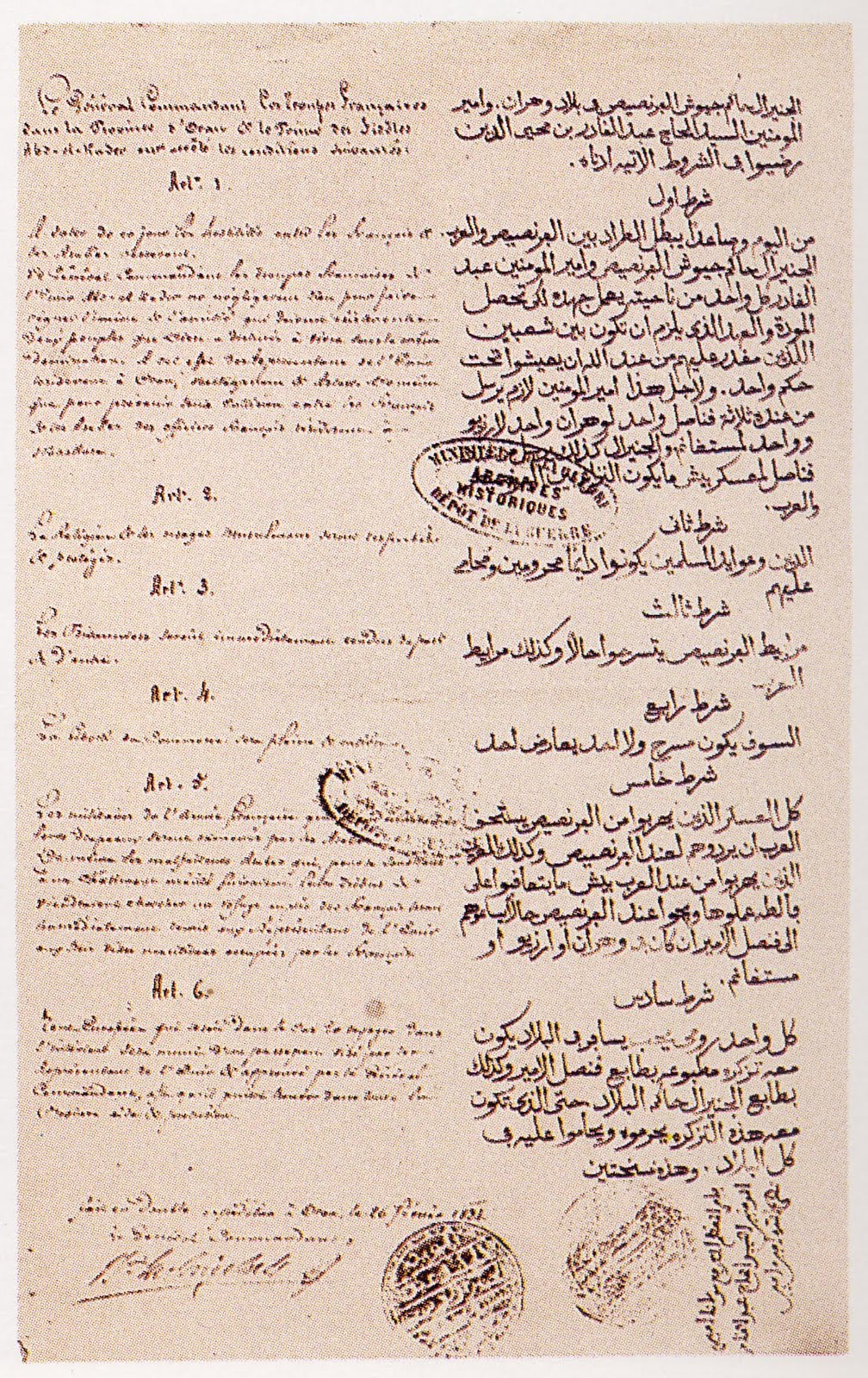

معاهدة الجنرال ديميشال 26 فيفري 1834
"ان القائد العام للقوات الفرنسية في مدينة وهران وأمير المؤمنين سيدي الحاج عبد القادر بن محي الدين قررا العمل بالشروط التالية:
المادة الأولىان الحرب بين الفرنسيين والعرب ستتوقف منذ اليوم وان القائد العام للقوات الفرنسية والأمير عبد القادر لن يدخرا وسعا في الحفاظ على ذلك الاتحاد والصداقة التي يجب ان تكون بين شعبين حكم عليهما القدر ان يعيشا تحت نفس السلطة ولهذا الغرض سيقيم ممثلو الأمير في وهران ومستغانم وارزيو ولمنع الصدام بين الفرنسيين والعرب سيقيم الضباط الفرنسيون في مدينة معسكر
المادة الثانيةان دين وعادات العرب ستكون محل احترام
المادة الثالثةكل المساجين سيطلق سراحهم حالا من كلا الجانبين
المادة الرابعةحرية التجارة ستكون كاملة وشاملة
المادة الخامسةان العسكريين الفرنسيين الفارين سيعيدهم العرب ونفس الموقف سيتخذ في حق العرب المجرمين الذين يفرون من قبائلهم إلى الفرنسيين تفاديا للعقاب فهؤلاء سيقبض عليهم في الحال ويسلمون إلى ممثلي الأمير في المدن البحرية الثلاث التي يحتلها الفرنسيون
المادة السادسةكل اوربي سيعطى إذا رغب في السفر داخل البلاد جواز سفر موقعا عليه من ممثلي الأمير ومصدقا عليه من القائد العام حتى يجدوا المساعدة والحماية في كامل الإقليم"

## هوامش ومراجع
1. ↑  معاهدة ديمشل نسخة محفوظة 23 يناير 2011 على موقع واي باك مشين.